# Lombia
Lombia es una comuna francesa de la región de Aquitania en el departamento de Pirineos Atlánticos. Esta localidad comprende a la pedanía de Lahonda.
El topónimo Lombia fue mencionado por primera vez en el año 1402 con el nombre de Lombiaa.

## Demografía
| 293 | 290 | 445 | 352 | 372 | 347 | 395 | 393 | 340 | 334 | 330 | 305 | 301 | 309 | 292 | 284 | 278 | 245 | 248 | 255 | 254 | 235 | 203 | 189 | 194 | 204 | 207 | 196 | 182 | 173 | 176 | 167 | 163 | 197 |
| Para los censos de 1962 a 1999 la población legal corresponde a la población sin duplicidades (Fuente: INSEE [Consultar]) |     |     |     |     |     |     |     |     |     |     |     |     |     |     |     |     |     |     |     |     |     |     |     |     |     |     |     |     |     |     |     |     |     |